# Hiroshi Kichise
Hiroshi Kichise (født 10. juli 1983) er en tidligere japansk fodboldspiller.
Han har spillet for flere forskellige klubber i sin karriere, herunder Consadole Sapporo.